# NGC 5902
NGC 5902 é uma galáxia espiral (S) localizada na direcção da constelação de Boötes. Possui uma declinação de +50° 19' 49" e uma ascensão recta de 15 horas, 14 minutos e 22,3 segundos.
A galáxia NGC 5902 foi descoberta em 1 de Maio de 1788 por William Herschel.